# جامعة المنصورة
جامعة المنصورة هي الحرم التعليمي الكبير لطلاب التعليم العالي بمدينة المنصورة. تقع في غرب مدينة المنصورة في جمهورية مصر العربية، وجزء منها يطل على نهر النيل.

## تاريخها
في عام 1962 م، بدأت الدراسة بكلية الطب كفرع لجامعة القاهرة، ثم أنشئت جامعة شرق الدلتا بالقانون رقم 49 لسنة 1972 م، وتم تعديل المسمى إلى جامعة المنصورة عام 1973 م؛ وهي تعتبر الجامعة السادسة من حيث النشأة بين جامعات الجمهورية الثلاث عشر، وتصل مساحة الحرم الجامعي إلى ما يقارب 300 فدان تقريباً من ناحية الجنوب الغربي لمدينة المنصورة، ويضم كليات الطب – طب الأسنان – الصيدلة – الهندسة - السياحة والفنادق – الزراعة – التجارة – الحقوق – العلوم – التربية – الحاسبات والمعلومات – التمريض – الطب البيطري – التربية الرياضية، وبعض الوحدات الخدمية كالإدارة العامة لرعاية الطلاب بملاعبها ومنشآتها، وللمدن الجامعية والأخرى للطالبات ومعظم الوحدات ذات الطابع الخاص التي تخدم الجامعة والمجتمع، بالإضافة إلى المساحات التي تشغلها كليات الجامعة الواقعة خارج نطاق الجامعة ككلية الآداب التي تقع بشارع أحمد ماهر، وكلية التربية النوعية المنصورة، وفرعيها بمدينتي ميت غمر ومنية النصر، وأخيراً كلية الفنون الجميلة وهناك مجمع ضخم للخدمات الطلابية بالحرم الجامعي للطلاب، ونادى اجتماعي ومكتبة ثقافية، ومطبخ حديث للعاملين وأعضاء هيئة التدريس بالجامعة، وكذلك مستشفى حديث للطلاب.
جامعة المنصورة في أرقام للعام 2016/2015 م
- كليات الجامعة: 18 كلية
- عدد المستشفيات والمراكز الطبية: 15 مستشفى ومركز طبي
- عدد المكتبات والكتب بالجامعة: 28 مكتبة - 620452 وعاء بالمنصورة
- عدد أعضاء هيئة التدريس بالجامعة: 6587 عضو هيئة تدريس
- عدد العاملين بالكادر العام (مثبت): 25031 عامل
- عدد العاملين المؤقتين: 1328 عامل
- عدد العاملين المتعاقدين: 1590 عامل
- إجمالي عدد طلاب الجامعة: 110625 طالب
- عدد طلاب ساعات معتمدة: 33191 طالب
- إجمالي عدد طلاب الدراسات العليا: 33790 طالب
- عدد الطلاب الوافدين: 2016 طالب وافد
- عدد الطلاب الوافدين بالدراسات العليا: 1795 طالب وافد
- عدد أجهزة الحاسب المتصلة بالشبكة: 8006 حاسب آلي - 470 جهاز لاسلكي - 789 كاميرا
- عدد الاشتراكات والبريد الإلكتروني: 20722 طالب - 11173 عضو هيئة تدريس وقسم علمي
- سرعة اتصال المستخدمين بالشبكة داخل الجامعة: 100 ميجابت/ث
- سرعة الربط بشبكة الجامعات المصرية: 155 ميجابت/ث
- سرعة الاتصال بالإنترنت: 155 ميجابت/ث

## ترتيب الجامعة على مستوى مصر وأفريقيا والعالم
تعتبر جامعة المنصورة من الجامعات المتصدرة في إحصائيات الترتيب المحلى والدولي.
فحسب احدث الإحصائيات في يناير 2016 م فقد حصلت جامعة المنصورة على المركز الثاني على مستوى جامعات مصر، والمركز 9 على مستوى جامعات قارة أفريقيا. .
تم اختيارها المركز 96 على مستوى العالم بتقييم التايمز للجامعات سريعة النشأة التي لم يمر عليها 50 عام وذلك عام 2012 م.
تم اختيارها ضمن أفضل مائة جامعة لدول الأسواق الناشئة بما فيها دول الـBRICS (البرازيل، روسيا، الهند، الصين وجنوب إفريقيا) وفقًا للتصنيف البريطاني للجامعات (التايمز THE) لعام 2014 م حيث جاءت في الترتيب رقم 97 عالمياً. .

## المراكز الطبية والمستشفيات بالجامعة
جامعة المنصورة لديها أكبر صرح طبي بين الجامعات المصرية
حيث يوجد عدد كبير من المستشفيات الجامعية والمراكز الطبية الموجودة داخل الحرم الجامعي ويبلغ عددها 10 وهم:
- مركز الكلى والمسالك البولية
- مركز جراحة الجهاز الهضمي
- مستشفى الطوارئ
- مستشفى الباطنة المتخصصة
- مستشفى الأطفال الجامعية
- مركز الطب وجراحة العيون
- مركز الأورام
- مركز الحروق وجراحة التجميل
- مستشفيات جامعة المنصورة
- مركز البحوث الطبية التجريبية

## المراكز والوحدات الخاصة بالجامعة
يوجد الكثير من هذه المراكز وهي على احدث التقنيات ويبلغ عددها 10 مراكز متميزة وهى:
- مركز تقنية الاتصالات والمعلومات الذي يواكب التطور ويقدم كل ما هو جديد دائماً للجامعة
- مركز الحساب العلمي
- مركز مشروعات المياه والصرف الصحي والصناعي
- مركز الدراسات والبحوث والاستشارات الهندسية
- مركز الخدمات الفنية والمعملية والعلمية
- مركز التدريب الإداري والاستشارات
- مركز الخدمات العامة
- مركز دراسات القيم والانتماء الوطني
- مركز المعلومات والتوثيق ودعم اتخاذ القرار
- نادي أعضاء هيئة التدريس
- نادي النيل للعاملين بالجامعة
- وحدة الهندسة الوراثية
- وحدة الميكروسكوب الإلكتروني
- وحدة NMR
- مركز النانو تكنولوجي
- مركز أبحاث الخلايا الجذعية
- مركز الأبحاث الطبية التجريبية

## كليات الجامعة وتاريخ إنشائها
الكليات مرتبة وفقًا للأقدم إنشاءً فالأحدث
- كلية الطب (جامعة المنصورة)  - عام 1963 م
- كلية التربية (جامعة المنصورة) - عام 1994 م
- كلية العلوم (جامعة المنصورة) - عام 1969 م
- كلية الصيدلة (جامعة المنصورة) - عام 1973 م
- كلية طب الأسنان (جامعة المنصورة) - عام 1978 م
- كلية التجارة (جامعة المنصورة) - عام 1973 م
- كلية الحقوق (جامعة المنصورة) - عام عام 1973 م
- كلية الهندسة (جامعة المنصورة) - عام 1974 م
- كلية الزراعة (جامعة المنصورة) - عام 1973 م
- كلية الآداب (جامعة المنصورة) - عام 1978 م
- كلية التمريض (جامعة المنصورة) - عام 1994 م
- كلية الطب البيطري (جامعة المنصورة)  - عام 1995 م
- كلية التربية الرياضية (جامعة المنصورة) - عام 1994 م
- كلية الحاسبات والمعلومات (جامعة المنصورة) - عام 1996 م
- كلية السياحة والفنادق (جامعة المنصورة) - عام 2006 م
- كلية رياض الأطفال (جامعة المنصورة) - عام 2007 م
- كلية الفنون الجميلة (جامعة المنصورة) - عام 2014
- كلية التربية النوعية وفرعيها بالمنصورة وميت غمر ومنية النصر - 1990م
- المعهد الفني للتمريض

## برامج التعليم المتميز
- بكالوريوس الطب والجراحة برنامج المنصورة مانشستر الطبي
- بكالوريوس الصيدلة الإكلينيكية كلية الصيدلة
- بكالوريوس نظم التغذية العلاجية كلية الزراعة
- بكالوريوس هندسة الاتصالات والمعلومات كلية الهندسة
- بكالوريوس هندسة الميكا تروكس كلية الهندسة
- برنامج الماليه و الاقتصاد كلية التجارة
- برنامج هندسة البناء والتشييد كلية الهندسة
- برنامج الماليه و الاقتصاد كلية التجارة
- برنامج هندسة البرمجيات كلية الحاسبات والمعلومات
- برنامج المعلوماتية الطبية كلية الحاسبات والمعلومات
- برامج الدراسات العليا المميزة كلية الحاسبات والمعلومات
- برنامج الأدوية والمستحضرات البيولوجية كلية الطب البيطري
- برنامج التكنولوجيا الحيوية وتطبيقاتها كلية العلوم
- برنامج جيولوجيا البترول والتعدين كلية العلوم
- برنامج البتروكيماويات كلية العلوم

## أنظمة الإدارة الإلكترونية
أنشأت الجامعة مجموعة متميزة من أنظمة الإدارة الإلكترونية في مجالات مختلفة مما جعلها تحتل مكانة مميزة بين الجامعات المصرية والعالمية وهذة الأنظمة هي :
- نظام ابن الهيثم لإدارة شئون الطلاب
- نظام ابن الهيثم لإدارة شئون الخريجين
- نظام ابن الهيثم لإدارة الدراسات العليا
- نظام ابن الهيثم لإدارة الجداول الدراسية
- نظام الفاروق ملفات واستحقاقات
- نظم الإدارة الإلكترونية للجهات الحكومية والخاصة
- نظام الفاروق الحضور والانصراف
- نظام ابن سينا لإدارة المستشفيات
- نظام المستقبل لإدارة المكتبات
- نظام المنير لإدارة الموارد المؤسسية
- نظام الحسابات الخاصة
- نُظم الإدارة الإلكترونية للجامعات المصرية
- نظام الإشراف على شبكة الجامعة
- نظام الفارابي لإدارة جودة التعليم والتعلم
- نظام البيانات الأكاديمية لأعضاء هيئة التدريس
- نظام الموازنة العامة لجامعة المنصورة
- نظام إدارة وحفظ المستندات لجامعة المنصورة
- نظام الأمين لإدارة المخازن والعهد
- نظام مخازن الأدوية والصيدليات
- نظام الشئون القانونية
- نظام إدارة العمل بمركز تقنية الاتصالات والمعلومات
- نظام شئون الوافدين لجامعة المنصورة
- نظام التصحيح الإلكتروني
- نظام جامعة المنصورة لإدارة المؤتمرات
- نظام إدارة مركز رعاية وتنمية الطفولة
- النظام الإلكتروني للامتحانات
- نظام الزهراء لإدارة المدن الجامعية
- نظام إدارة الشبكة المصرية القومية للنانو تكنولوجي

## القرية الأوليمبية
في دور التزام الجامعة بدعم الأنشطة الطلابية وتقديم الخدمات المتنوعة والتواصل المستمر مع المجتمع والبيئة المحيطة فقد اولت الجامعة اهتمامها بالأنشطة المختلفة وخاصة الرياضة ولتحقيق ذلك أنشأت صرحا رياضيا كبيرا على مسـاحة 34 فـدان تقريبا للنهوض بمستوى الرياضة وتضم القرية الأوليمبية الوحدات التالية :
- ستاد جامعة المنصورة الدولي
- الصالة المغطاة
- مجمع حمامات السباحة
- مجمع التنس الأرضي
- مجمع السكواش
- الملاعب متعددة الأغراض (الترتان)
- مركز اللياقة البدنية والساونا

## أسبوع شباب الجامعات التاسع فبراير 2009
اختيرت جامعة المنصورة لاستضافة أسبوع شباب الجامعات وذلك للمرة الثانية بعد نجاحها في أسبوع شباب الجامعات السابع 2005، وكان هذا الأسبوع مناسبة قومية تلاقى فيها المتميزون من كافة الجامعات الحكومية والجامعات والمعاهد الخاصة للتنافس في مختلف الأنشطة الثقافية والرياضية والفنية والاجتماعية، وقدمت الجامعة دروع للثلاث الجامعات الأولى الفائزة بالإضافة إلى شهادات تقدير وميداليات للمشتركين.

### مشاهير خريجي جامعة المنصورة
- محمد غنيم.
- أيمن نور.
- محمد المنسي قنديل.
- السيد أحمد عبد الخالق.
- أحمد جمال الدين موسى.
- رضا عبد السلام.

## فندق جامعة المنصورة
وهو فندق يمثل مستوى جيد من الفخامة والإبداع في مدينة المنصورة حيث يطل على نهر النيل ويتكون من 78 غرفة و 8 اجنحة ويقدم الفندق خدمة معقولة، كما يقدم الفندق مجموعة خيارات الأطعمة العالمـية وقد تم تصميم الفندق ليناسب المسافرين الراغبين في أعلى مستويات الخدمة سـواء بغرض العمل أو بغرض الترفيه، ويحتوى الفندق على قاعات للمؤتمرات وإقامة الحفلات تصلح لجميع الاحتياجات بدءا من الاجتماعات الخاصة صيغة العدد إلى المؤتمرات والاحتفالات الكبيرة.

## وصلات خارجية
- الموقع الإلكتروني لجامعة المنصورة
- جامعة المنصورة  على فيسبوك.
- https://twitter.com/Mansoura_un على تويتر.
- القرية الأولمبية لجامعة المنصورة